# NGC 4959
NGC 4959 este o liner situată în constelația Câinii de Vânătoare. A fost descoperită în 29 aprilie 1827 de către John Herschel.